# ویکتور انیچبه
ویکتور چیندو انیچبه (انگلیسی: Victor Chinedu Anichebe) بازیکن فوتبال اهل نیجریه است که در پست مهاجم بازی می‌کند.